# سسک‌نمای کلاه‌خاکستری
سسک‌نمای کلاه‌خاکستری (نام علمی: Hemispingus reyi) نام یک گونه از سرده سسک‌نما است.